# Incipit
Incipit (lat. „začíná“, zkratka: inc.) znamená začátek, první slova určitého textu nebo začátek hudební skladby. Užívá se zejména u latinských rukopisů a inkunábulí, které původně neměly titulní list a ani název. Když se rukopisy začaly nadepisovat, začínaly často slovy Incipit liber ... („Začíná kniha ...“). Papežské encykliky a další oficiální dokumenty se dodnes označují prvními slovy vlastního textu, stejně jako básně, písně i národní hymny. Protikladem k incipitu je explicit, poslední slova textu.
Hudební incipit znamená začátek určité, zejména liturgické skladby. Pro bibliografický záznam o skladbě je to opakovatelné pole, v němž jsou doporučovány pro zápis not dva styly kódování: DARMS a Plaine&Easie.